# Pierrick Pédron
Pierrick Pédron, né le 23 avril 1969 à Saint-Brieuc, est un saxophoniste et compositeur français de jazz installé à Paris.
Multi récompensé aux Victoires du Jazz, il est considéré comme l'un des plus grands saxophonistes alto français de sa génération, il a publié 10 albums studio et s'est produit près de 800 fois en France et dans le monde entier, en particulier au Japon.

## Biographie

### Jeunesse et formation
Pierrick Pédron découvre le jazz à 16 ans, après avoir débuté dans les bals populaires en Bretagne. Il intègre le CIM en 1987. Il commence à enregistrer en 1994 aux côtés de Magic Malik, et participe au « Douzetet de Sax » avec Lionel Belmondo et François Théberge.
Après y avoir enregistré avec Ernie Hammes, il réside plusieurs mois à New York où il joue dans les clubs.

### Années 2000
De retour en France, il enregistre son premier album en tant que leader, Cherokee (2001), produit par son ami d'enfance Ludovic Bource. Il est choisi au même moment par Selmer, la marque mythique de saxophone, pour concevoir le saxophone Alto « Référence » (commercialisé en 2003). Il lance son quartet, joue en duo avec Michel Graillier, et continue de jouer avec les frères Lionel et Stéphane Belmondo.
En 2004, Pierrick Pédron enregistre Classical Faces en sextet, avec Pierre de Bethmann, Magic Malik, Franck Agulhon, Thomas Savy et Vincent Artaud. Le disque est un succès critique (disque d’émoi Jazz Magazine, prix Charles Cros, ƒƒƒ Télérama).

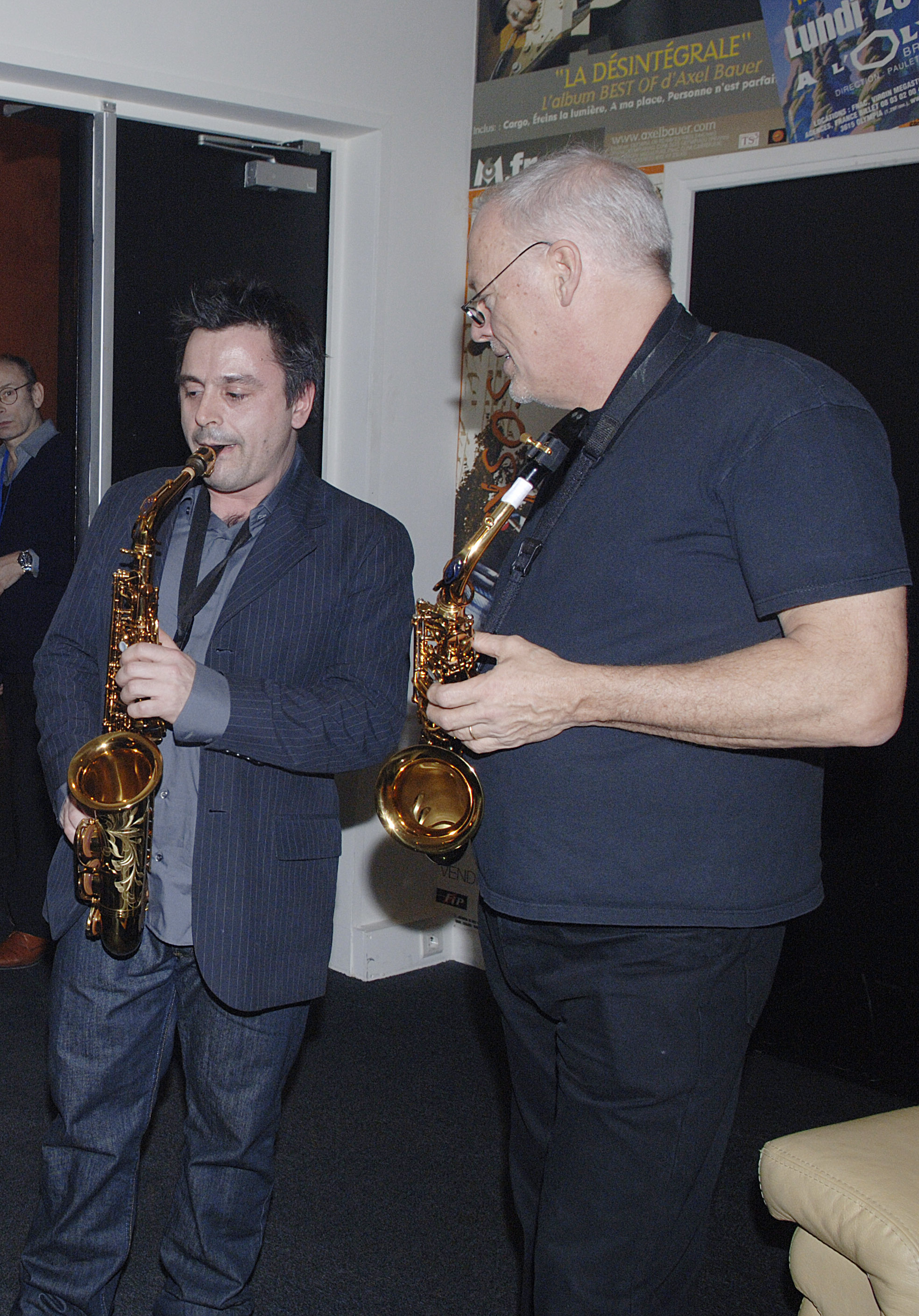
Pierrick Pedron et David Gilmour en 2006

Il participe également au Paris Jazz Big Band, au Septette de Jacques Vidal et se produit au sein du big band de Wynton Marsalis.
Il retourne à New York en 2005, où il enregistre avec Mulgrew Miller, Lewis Nash et Thomas Bramerie Deep in a Dream (choc de l’année 2006 pour Jazzman, disque d’émoi de l’année pour Jazz Magazine).

### Années 2010
En 2011, paraît Cheerleaders, produit par Jean Lamoot, un album allant du « bal bop au psyché top ». Pierrick Pédron y joue en sextet, accompagné par une fanfare de dix-sept cuivres et un chœur de six voix. L'ensemble est scénarisé autour de la vie d’une majorette, racontant les tourments d’une nuit – de la vie – d’une « cheerleader ». Il reçoit un très bon accueil de la presse,,.
En 2012, paraît Kubic's Monk (avec Franck Agulhon, Thomas Bramerie et sur quelques morceaux Ambrose Akinmusire. Les arrangements sont co-signés par Vincent Artaud). Ce disque, reprenant des morceaux peu connus de Thelonious Monk, reçoit un bon accueil critique,.
En 2014 parait Kubic's Cure chez Act Music. Entouré de la même équipe que sur Kubic's Monk, avec en plus cette fois-ci Thomas de Pourquery au chant, Médéric Collignon au cornet et Ghamri Boubaker à la zorna et à la flûte algéroise. Cet album est une réadaptation jazz de morceaux emblématiques du groupe anglais The Cure.
En 2016 sort l'album And The, composé de neuf morceaux, fusion bop, funk, jazz rock, pop psyché et afro, sur lequel il est accompagné de Chris de Pauw à la guitare, Vincent Lafont aux claviers, Antoine Pagnotti à la batterie et Julien Herné à la basse.
En 2017, il se produit en quartet acoustique entouré de ses fidèles Thomas Bramerie à la contrebasse, Greg Hutchinson à la batterie et le jeune virtuose Carl-Henri Morisset au piano. La formation enregistre Unknown, sous la direction artistique de Laurent de Wilde.
Depuis 2017, Pierrick Pédron part régulièrement au Japon pour tourner et enregistrer. Il est souvent invité par le pianiste Yutaka Shiina (en). Le 27 janvier 2019 il se produit à la Philharmonie de Paris, dans la grande salle Pierre Boulez, pour un hommage musical à Charlie Parker. L'évènement est retransmis en direct sur Mezzo TV. Il collabore en 2019 à l'album « All Stars » de l'artiste japonais Toku, qui sort en 2020.

### Années 2020
Il En 2020, il est invité comme interprète sur deux titres de l'album Récif de Marie Mifsud.
À l'occasion de ses cinquante ans, Pierrick Pédron, accompagné du producteur Daniel Yvinec, enregistre Fifty/Fifty, deux disques en un double album[pas clair], sur le label Gazebo dirigé par Laurent de Wilde. La section rythmique du premier album Fifty/Fifty (1) New York Sessions est une combinaison inédite, avec Sullivan Fortner au piano, Larry Grenadier à la contrebasse et Marcus Gilmore à la batterie. Ce premier disque sort le 5 mars 2021. Pour le deuxième album Fifty/Fifty (2) Paris Sessions, qui sortira à l'automne 2021, Pierrick Pédron et Daniel Yvinec ont été chercher quelques nouveaux prodiges de la jeune scène française : Malo Mazurié à la trompette, Elie Martin-Charrière à la batterie et Thibault Gomez aux claviers[réf. nécessaire].
En 2021 il est Artiste de l'année aux Victoires du jazz.
En 2023 il annonce sa collaboration avec le pianiste et compositeur de jazz cubain Gonzalo Rubalcaba, et la sortie en mars 2023 de l'album Pédron Rubalcaba.  L'album sera "Album de l'année" au Victoire du Jazz 2023

## Récompenses
- 1996 : lauréat du Concours de la Défense au sein de la formation « Artaud / Blanchet »
- 2006 : Prix Django-Reinhardt (meilleur artiste)
- 2006 : Prix Boris Vian de l'Académie du jazz (meilleur disque enregistré par un musicien français) (c'est la première fois qu'un artiste reçoit ces deux récompenses la même année)
- 2007 : nommé aux Victoires du jazz
- 2012 : nommé dans la catégorie « artiste ou formation de l’année » aux Victoires du jazz
- 2013 : nommé dans la catégorie « artiste de l'année » aux Victoires du jazz[18]
- 2013 : Prix du disque français décerné par l'Académie du jazz[19] pour Kubic's Monk.
- 2016 : nommé aux Victoires du jazz dans la catégorie « artiste de l'année »
- 2017 : Coup de cœur Jazz et Blues 2017 de l'Académie Charles-Cros pour Unknown, proposé lors de l’émission Open Jazz d’Alex Dutilh sur France Musique[20]
- 2021 : « artiste de l'année » aux Victoires du jazz
- 2023 : « Album de l’année » pour Pédron Rubalcaba aux Victoires du jazz[21]

## Discographie

### En tant que leader
- 2001 : Cherokee, Elabeth
- 2004 : Classical Faces, Plus Loin Music
- 2007 : Deep in a Dream, Plus Loin Music
- 2009 : Omry, Plus Loin Music
- 2011 : Cheerleaders, Act Music
- 2012 : Kubic's Monk, Act Music
- 2014 : Kubic's Cure, Act Music
- 2016 : And The, Jazz Village
- 2017 : Unknown
- 2022 : Fifty/fifty NY sessions
- 2023 : Pédron Rubalcaba avec Gonzalo Rubalcaba (Gazebo)

### En tant que sideman
Avec Magic Malik
- 1997 : HWI Project, Salam Aleikum
- 2011 : Short Cuts, Bee Jazz

Avec Teófilo Chantre
- 1998 : Di Alma, Lusafrica

Avec Ernie Hammes (en)
- 2000 : Stepwise, Blue Concept / LIP Records

Avec Gordon Beck
- 2005 : Seven Steps to Heaven, Art of Life

Avec Élisabeth Kontomanou
- 2007 : Back To My Groove, Plus Loin Music

Avec Alice & Cécile
- 2007 : All You Need Is a Song, Djaz Records

Avec Mélanie Dahan
- 2008 : La Princesse et Les Croque-Notes,  Sunnyside (sur À Bicyclette)

Avec Jean-Michel Proust
- 2009 : Until It's Time For You To Go, Cristal Records

Avec Gregory Houben
- 2010 : Greg Houben Meets Pierrick Pédron, Plus Loin Music

Avec Jacques Vidal
- 2006 : Mingus Spirit, Plus Loin Music

Avec G's Way
- 2011 : Seventy Seven, G's Way (sur Parisisco)

Avec Jean-Philippe Bordier
- 2012 : Duke Celebration

Avec China Moses et Raphael Lemonnier
- 2012 : Crazy Blues, MadeinChina (sur Why Don't You Go Right)

Avec le Toku European All Stars
- 2020 : Toku In Paris (Sony Japan/Jazz Eleven)

Avec Marie Mifsud
- 2020 : Récif